# أنيتا غوها
أنيتا غوها (بالهندية: अनीता गुहा؛ بالإنجليزية: Anita Guha) هي ممثلة هندية (وحملت سابقاً جنسية الراج البريطاني)، ولدت في 17 يناير 1939، وتوفيت في 20 يونيو 2007 في مومباي في الهند.

## وصلات خارجية
- أنيتا غوها على موقع IMDb (الإنجليزية)
- أنيتا غوها على موقع قاعدة بيانات الفيلم (الإنجليزية)